# Myriam Lignot
Myriam Lignot (Laon, 9 de julho de 1975) é uma nadadora sincronizada francesa, medalhista olímpica. 

## Carreira
Myriam Lignot representou seu país nos Jogos Olímpicos de 1996 e 2000, ganhando a medalha de bronze no dueto em Sydney, com a parceria de  Virginie Dedieu. 